# Girolamo Aleandro
Girolamo Aleandro (Motta di Livenza, 13 de fevereiro de 1480 — Bríndisi, 1 de fevereiro de 1542) foi um arcebispo e cardeal italiano, primeiro a ser apontado como in pectore juntamente com o cardeal Niccolò Caetani. Também é referido por Hieronymus, Jerônimo Alexandre ou ainda Jerônimo Aleandro.
Foi criado cardeal no consistório de 22 de dezembro de 1536 pelo papa Paulo III. Participou da elaboração do documento Concilium de emendanda Ecclesia.

## Referência
- Este artigo incorpora texto  (em inglês) da Encyclopædia Britannica (11.ª edição), publicação em domínio público.

## Ligação externa
- Perfil em Catholic Hierachy